# Ümit Dündar
Ümit Dündar (* 1955 in Manisa) ist ein General der Türkischen Streitkräfte. Er ist Kommandeur der 1. Armee im Raum Istanbul.
Dündar ging ab 1976 auf die militärtechnische Ingenieursschule. 1983 kam er zum Heer der Türkischen Armee und stieg in den Rang eines Leutnants auf. Er war Stabsoffizier der Infanterie-Division der Streitkräfte (4. Panzerbrigade) und diente im Generalstab mit den Aufgaben für Strategie und Streitkräfteplanung.
Im Jahr 2001 wurde er zum Brigadegeneral befördert. Im Ministerium für Verteidigung war er zuständig für Liegenschaften, Bauwesen und die NATO-Infrastruktur-Verbindung.
Dündar wurde nach dem Putschversuch in der Türkei 2016 als kommissarischer Generalstabschef eingesetzt.